# Cmentarz żydowski w Janowcu
Cmentarz żydowski w Janowcu – kirkut społeczności żydowskiej niegdyś zamieszkującej Janowiec. Nie wiadomo dokładnie kiedy powstał, być może miało to miejsce w XVI wieku. Znajdował się we wschodniej części miejscowości. Został zniszczony podczas II wojny światowej. Nagrobki zostały użyte przez Niemców do prac budowlanych. Obecnie brak na cmentarzu zachowanych nagrobków.